# ハッピー241
ハッピー241は、メディア241株式会社が運営していた日本のCS放送チャンネル。2008年9月30日、閉局。スカパー!と一部のケーブルテレビにて放送していた。

## 概要
ペット、趣味、健康の話題から、日本文化チャンネル桜制作の番組の他、ショッピング番組も放送されていた。また、スポーツ中継として兵庫県競馬組合（園田競馬場、姫路競馬場）とばんえい競馬（帯広競馬場）のレース実況中継の他、プロ野球独立リーグ・四国・九州アイランドリーグの徳島インディゴソックスの球団運営会社と提携し、同球団の実況中継も行っていた。特定失踪者問題調査会の活動に協力するため、北朝鮮による拉致事件被害者と推定されている特定失踪者に関する情報提供を求める番組を、深夜枠を利用して放送していたことがある。スカパー!での視聴料は無料だった。

## 沿革
1998年7月15日〜2001年9月30日まで株式会社ザ・ペットチャンネル・ネットワークの運営によって「PET TV」をスカパー!758chにて放送。一旦閉局した後、2002年7月18日から「Vi TV」として241chにて放送を再開。2004年5月1日に「ハッピーチャンネル」、2005年4月1日に「ハッピー241」に改称。
2006年4月、トランスデジタル株式会社が100%出資完全子会社子会社として衛星役務利用放送事業者「メディア241株式会社」を設立し、当チャンネルを運営。2008年8月28日・29日、トランスデジタルが2日連続で不渡りを出し、9月1日に東京地方裁判所に民事再生法適用申請を行い倒産。
当チャンネルも同月30日をもって閉局となり、翌日以降、ばんえい競馬の中継はスカパー!795ch「懐かし音楽★グラフィティTV/keiba」に、日本文化チャンネル桜は自社動画配信サイト「So-TV」のみでの配信を経て、2008年11月よりベターライフチャンネルにそれぞれ移行。また、兵庫県競馬の中継は中断を経て10月21日開催以後はEXエンタテイメント（通常は有料放送だが、一部のケーブルテレビを除き競馬中継時間中はノースクランブル放送）で放映されていた。その後、2009年4月からはACCESSに変更されている。

## ケーブルテレビなどへの配信

### 終日放送
- 秩父ケーブルテレビ
- 阿智村情報化事業サービス
- 伊豆急ケーブルネットワーク
- 稲沢シーエーティーヴィ
- ケイ・キャット（eo光テレビも含む）
- 神河町ケーブルテレビネットワーク
- ケーブルテレビあなん
- 徳島中央テレビ

### 一部の時間帯や番組のみに放送
- 仙台CATV
- 宮城ネットワーク
- 研究学園都市コミュニティケーブルサービス（ACCS）
- JCNグループ各局
  - いちかわケーブルネットワーク
  - JCN船橋習志野
  - JCN千葉
  - JCNマイテレビ
  - JCN大田
  - JCNコアラ葛飾（JCNコアラ、JCN葛飾）
  - JCN横浜
  - JCN小田原
- いちはらコミュニティー・ネットワーク・テレビ
- 日野ケーブルテレビ
- 多摩テレビ
- ケーブルネットつづきの森
- 横浜ケーブルビジョン
- 湘南ケーブルネットワーク
- 知多メディアスネットワーク
- ひまわりネットワーク
- アイ・シー・シー
- グリーンシティケーブルテレビ
- テレビ岸和田
- 福江ケーブルテレビ

上記の他、旭川ケーブルテレビと帯広シティーケーブルでは『ばんえい競馬中継』のみ放映していた。また、KDDIのIP放送「ひかりoneテレビサービス」でも放送されていた。